# Saison 2017-2018 des Canadiens de Montréal
Autres saisons
Saison précédente Saison suivante
La saison 2017-2018 est la cent-huitième saison de hockey sur glace jouée par les Canadiens de Montréal dans la Ligue nationale de hockey.

## Saison régulière

### Classement
| Clt   | Équipe                 | PJ | V  | D  | DP | BP  | BC  | Pts |
| ----- | ---------------------- | -- | -- | -- | -- | --- | --- | --- |
| +001, | Lightning de Tampa Bay | 82 | 54 | 23 | 5  | 296 | 236 | 113 |
| +002, | Bruins de Boston       | 82 | 50 | 20 | 12 | 270 | 214 | 112 |
| +003, | Maple Leafs de Toronto | 82 | 49 | 26 | 7  | 277 | 232 | 105 |
| +004, | Panthers de la Floride | 82 | 44 | 30 | 8  | 248 | 246 | 96  |
| +005, | Red Wings de Détroit   | 82 | 30 | 39 | 13 | 217 | 255 | 73  |
| +006, | Canadiens de Montréal  | 82 | 29 | 40 | 13 | 209 | 264 | 71  |
| +007, | Sénateurs d'Ottawa     | 82 | 28 | 43 | 11 | 221 | 291 | 67  |
| +008, | Sabres de Buffalo      | 82 | 25 | 45 | 12 | 199 | 280 | 62  |

- En gras : vainqueur de division
- En italique : qualifié pour les séries

### Match après match
Ce tableau reprend les résultats de l'équipe au cours de la saison, les buts marqués par les Canadiens étant inscrits en premier.
| No | Date        | Résultat                | Adversaire                | Lieu         | Score | Bilan (V-D-N) | Pts |
| -- | ----------- | ----------------------- | ------------------------- | ------------ | ----- | ------------- | --- |
| 1  | 5 octobre   | victoire                | Sabres de Buffalo         | Buffalo      | 3-2   | 1-0-0         | 2   |
| 2  | 7 octobre   | défaite                 | Capitals de Washington    | Washington   | 1-6   | 1-1-0         | 2   |
| 3  | 8 octobre   | défaite                 | Rangers de New York       | New York     | 0-2   | 1-2-0         | 2   |
| 4  | 10 octobre  | défaite                 | Blackhawks de Chicago     | Montréal     | 1-3   | 1-3-0         | 2   |
| 5  | 14 octobre  | défaite en prolongation | Maple Leafs de Toronto    | Montréal     | 3-4   | 1-3-1         | 3   |
| 6  | 17 octobre  | défaite                 | Sharks de San Jose        | San Jose     | 2-5   | 1-4-1         | 3   |
| 7  | 18 octobre  | défaite                 | Kings de Los Angeles      | Los Angeles  | 1-5   | 1-5-1         | 3   |
| 8  | 20 octobre  | défaite                 | Ducks d'Anaheim           | Anaheim      | 2-6   | 1-6-1         | 3   |
| 9  | 24 octobre  | victoire                | Panthers de la Floride    | Montréal     | 5-1   | 2-6-1         | 5   |
| 10 | 26 octobre  | défaite                 | Kings de Los Angeles      | Montréal     | 0-4   | 2-7-1         | 5   |
| 11 | 28 octobre  | victoire                | Rangers de New York       | Montréal     | 5-4   | 3-7-1         | 7   |
| 12 | 30 octobre  | victoire                | Sénateurs d'Ottawa        | Ottawa       | 8-3   | 4-7-1         | 9   |
| 13 | 2 novembre  | défaite                 | Wild du Minnesota         | Minnesota    | 3-6   | 4-8-1         | 9   |
| 14 | 4 novembre  | victoire                | Jets de Winnipeg          | Winnipeg     | 5-4   | 5-8-1         | 11  |
| 15 | 5 novembre  | victoire                | Blackhawks de Chicago     | Chicago      | 2-0   | 6-8-1         | 13  |
| 16 | 7 novembre  | victoire                | Golden Knights de Vegas   | Montréal     | 3-2   | 7-8-1         | 15  |
| 17 | 9 novembre  | défaite                 | Wild du Minnesota         | Montréal     | 3-0   | 7-9-1         | 15  |
| 18 | 11 novembre | victoire                | Sabres de Buffalo         | Montréal     | 2-1   | 8-9-1         | 17  |
| 19 | 14 novembre | défaite en prolongation | Blue Jackets de Columbus  | Montréal     | 1-2   | 8-9-2         | 18  |
| 20 | 16 novembre | défaite                 | Coyotes d'Arizona         | Montréal     | 4-5   | 8-10-2        | 18  |
| 21 | 18 novembre | défaite                 | Maple Leafs de Toronto    | Montréal     | 0-6   | 8-11-2        | 18  |
| 22 | 21 novembre | défaite                 | Stars de Dallas           | Dallas       | 1-3   | 8-12-2        | 18  |
| 23 | 22 novembre | défaite en fusillade    | Prédateurs de Nashville   | Nashville    | 2-3   | 8-12-3        | 19  |
| 24 | 25 novembre | victoire                | Sabres de Buffalo         | Montréal     | 3-0   | 9-12-3        | 21  |
| 25 | 27 novembre | victoire                | Blue Jackets de Columbus  | Montréal     | 3-1   | 10-12-3       | 23  |
| 26 | 29 novembre | victoire                | Sénateurs d'Ottawa        | Montréal     | 2-1   | 11-12-3       | 25  |
| 27 | 30 novembre | victoire                | Red Wings de Détroit      | Détroit      | 6-3   | 12-12-3       | 27  |
| 28 | 2 décembre  | victoire                | Red Wings de Détroit      | Montréal     | 10-1  | 13-12-3       | 29  |
| 29 | 5 décembre  | défaite                 | Blues de St-Louis         | Montréal     | 3-4   | 13-13-3       | 29  |
| 30 | 7 décembre  | défaite en prolongation | Flames de Calgary         | Montréal     | 2-3   | 13-13-4       | 30  |
| 31 | 9 décembre  | défaite                 | Oilers d'Edmonton         | Montréal     | 2-6   | 13-14-4       | 30  |
| 32 | 14 décembre | victoire                | Devils du New Jersey      | Montréal     | 2-1   | 14-14-4       | 32  |
| 33 | 16 décembre | défaite                 | Sénateurs d'Ottawa        | Ottawa       | 0-3   | 14-15-4       | 32  |
| 34 | 19 décembre | victoire                | Canucks de Vancouver      | Vancouver    | 7-5   | 15-15-4       | 34  |
| 35 | 22 décembre | victoire                | Flames de Calgary         | Calgary      | 3-2   | 16-15-4       | 36  |
| 36 | 23 décembre | défaite                 | Oilers d'Edmonton         | Edmonton     | 1-4   | 16-16-4       | 36  |
| 37 | 27 décembre | défaite                 | Hurricanes de la Caroline | Caroline     | 1-3   | 16-17-4       | 36  |
| 38 | 28 décembre | défaite                 | Lightning de Tampa Bay    | Tampa Bay    | 1-3   | 16-18-4       | 36  |
| 39 | 30 décembre | défaite                 | Panthers de la Floride    | Floride      | 0-2   | 16-19-4       | 36  |
| 40 | 2 janvier   | défaite                 | Sharks de San Jose        | Montréal     | 1-4   | 16-20-4       | 36  |
| 41 | 4 janvier   | victoire                | Lightning de Tampa Bay    | Montréal     | 2-1   | 17-20-4       | 38  |
| 42 | 7 janvier   | victoire                | Canucks de Vancouver      | Montréal     | 5-2   | 18-20-4       | 40  |
| 43 | 13 janvier  | défaite en fusillade    | Bruins de Boston          | Montréal     | 3-4   | 18-20-5       | 41  |
| 44 | 15 janvier  | défaite en prolongation | Islanders de New York     | Montréal     | 4-5   | 18-20-6       | 42  |
| 45 | 17 janvier  | défaite                 | Bruins de Boston          | Boston       | 1-4   | 18-21-6       | 42  |
| 46 | 19 janvier  | victoire                | Capitals de Washington    | Washington   | 3-2   | 19-21-6       | 44  |
| 47 | 20 janvier  | défaite                 | Bruins de Boston          | Montréal     | 1-4   | 19-22-6       | 44  |
| 48 | 23 janvier  | victoire                | Avalanche du Colorado     | Montréal     | 4-2   | 20-22-6       | 46  |
| 49 | 25 janvier  | défaite                 | Hurricanes de la Caroline | Montréal     | 5-6   | 20-23-6       | 46  |
| 50 | 30 janvier  | défaite                 | Blues de St-Louis         | St-Louis     | 1-3   | 20-24-6       | 46  |
| 51 | 1er février | défaite                 | Hurricanes de la Caroline | Caroline     | 0-2   | 20-25-6       | 46  |
| 52 | 3 février   | victoire                | Ducks d'Anaheim           | Montréal     | 5-2   | 21-25-6       | 48  |
| 53 | 4 février   | victoire                | Sénateurs d'Ottawa        | Montréal     | 4-1   | 22-25-6       | 50  |
| 54 | 8 février   | défaite                 | Flyers de Philadelphie    | Philadelphie | 3-5   | 22-26-6       | 50  |
| 55 | 10 février  | défaite en fusillade    | Prédateurs de Nashville   | Montréal     | 2-3   | 22-26-7       | 51  |
| 56 | 14 février  | défaite                 | Avalanche du Colorado     | Colorado     | 0-2   | 22-27-7       | 51  |
| 57 | 15 février  | défaite                 | Coyotes d'Arizona         | Arizona      | 2-5   | 22-28-7       | 51  |
| 58 | 17 février  | défaite                 | Golden Knights de Vegas   | Vegas        | 3-6   | 22-29-7       | 51  |
| 59 | 20 février  | défaite en prolongation | Flyers de Philadelphie    | Philadelphie | 2-3   | 22-29-8       | 52  |
| 60 | 22 février  | victoire                | Rangers de New York       | Montréal     | 3-1   | 23-29-8       | 54  |
| 61 | 24 février  | défaite en fusillade    | Lightning de Tampa Bay    | Montréal     | 3-4   | 23-29-9       | 55  |
| 62 | 26 février  | défaite en fusillade    | Flyers de Philadelphie    | Montréal     | 0-1   | 23-29-10      | 56  |
| 63 | 28 février  | victoire                | Islanders de New York     | Montréal     | 3-1   | 24-29-10      | 58  |
| 64 | 2 mars      | victoire                | Islanders de New York     | New York     | 6-3   | 25-29-10      | 60  |
| 65 | 3 mars      | défaite en prolongation | Bruins de Boston          | Boston       | 1-2   | 25-29-11      | 61  |
| 66 | 6 mars      | défaite                 | Devils du New Jersey      | New Jersey   | 4-6   | 25-30-11      | 61  |
| 67 | 8 mars      | défaite                 | Panthers de la Floride    | Floride      | 0-5   | 25-31-11      | 61  |
| 68 | 10 mars     | défaite en fusillade    | Lightning de Tampa Bay    | Tampa Bay    | 2-3   | 25-31-12      | 62  |
| 69 | 12 mars     | défaite                 | Blue Jackets de Columbus  | Columbus     | 2-5   | 25-32-12      | 62  |
| 70 | 13 mars     | victoire                | Stars de Dallas           | Montréal     | 4-2   | 26-32-12      | 64  |
| 71 | 15 mars     | défaite                 | Penguins de Pittsburgh    | Montréal     | 3-5   | 26-33-12      | 64  |
| 72 | 17 mars     | défaite                 | Maple Leafs de Toronto    | Toronto      | 0-4   | 26-34-12      | 64  |
| 73 | 19 mars     | défaite                 | Panthers de la Floride    | Montréal     | 0-2   | 26-35-12      | 64  |
| 74 | 21 mars     | défaite                 | Penguins de Pittsburgh    | Pittsburgh   | 3-5   | 26-36-12      | 64  |
| 75 | 23 mars     | victoire                | Sabres de Buffalo         | Buffalo      | 3-0   | 27-36-12      | 66  |
| 76 | 24 mars     | défaite                 | Capitals de Washington    | Montréal     | 4-6   | 27-37-12      | 66  |
| 77 | 26 mars     | victoire                | Red Wings de Détroit      | Montréal     | 4-2   | 28-37-12      | 68  |
| 78 | 31 mars     | défaite                 | Penguins de Pittsburgh    | Pittsburgh   | 2-5   | 28-38-12      | 68  |
| 79 | 1er avril   | défaite                 | Devils du New Jersey      | Montréal     | 1-2   | 28-39-12      | 68  |
| 80 | 3 avril     | défaite en prolongation | Jets de Winnipeg          | Montréal     | 4-5   | 28-39-13      | 69  |
| 81 | 5 avril     | victoire                | Red Wings de Détroit      | Détroit      | 4-3   | 29-39-13      | 71  |
| 82 | 7 avril     | défaite                 | Maple Leafs de Toronto    | Toronto      | 2-4   | 29-40-13      | 71  |

- Victoire
- Défaite dans le temps réglementaire
- Défaite en prolongation ou en fusillade

### Statistiques
| Nom                  | Poste         | PJ | B  | A  | Pts | Pun |
| -------------------- | ------------- | -- | -- | -- | --- | --- |
| Brendan Gallagher    | Ailier droit  | 82 | 31 | 23 | 54  | 34  |
| Alex Galchenyuk      | Centre        | 82 | 19 | 32 | 51  | 22  |
| Jonathan Drouin      | Ailier gauche | 77 | 13 | 33 | 46  | 30  |
| Jeff Petry           | Défenseur     | 82 | 12 | 30 | 42  | 28  |
| Max Pacioretty       | Ailier gauche | 64 | 17 | 20 | 37  | 30  |
| Paul Byron           | Ailier gauche | 82 | 20 | 15 | 35  | 23  |
| Charles Simard-Hudon | Ailier gauche | 72 | 10 | 20 | 30  | 38  |
| Phillip Danault      | Centre        | 52 | 8  | 17 | 25  | 34  |
| Tomas Plekanec       | Centre        | 60 | 6  | 18 | 24  | 39  |
| Artturi Lehkonen     | Ailier gauche | 66 | 12 | 9  | 21  | 20  |
| Andrew Shaw          | Ailier droit  | 51 | 10 | 10 | 20  | 53  |
| Shea Weber           | Défenseur     | 26 | 6  | 10 | 16  | 14  |
| Daniel Carr          | Ailier gauche | 38 | 6  | 10 | 16  | 8   |
| Jordie Benn          | Défenseur     | 77 | 4  | 11 | 15  | 34  |
| Nicolas Deslauriers  | Ailier gauche | 58 | 10 | 4  | 14  | 55  |
| Jacob de la Rose     | Centre        | 55 | 4  | 8  | 12  | 29  |
| Karl Alzner          | Défenseur     | 82 | 1  | 11 | 12  | 40  |
| Joseph Morrow        | Défenseur     | 38 | 5  | 6  | 11  | 26  |
| Byron Froese         | Centre        | 48 | 3  | 8  | 11  | 26  |
| Mike Reilly          | Défenseur     | 19 | 0  | 8  | 8   | 8   |
| Victor Mete          | Défenseur     | 49 | 0  | 7  | 7   | 4   |
| Nikita Chtcherbak    | Ailier droit  | 26 | 4  | 2  | 6   | 8   |
| Logan Shaw           | Centre        | 30 | 2  | 4  | 6   | 8   |
| David Schlemko       | Défenseur     | 37 | 1  | 4  | 5   | 6   |
| Jakub Jeřábek        | Défenseur     | 25 | 1  | 3  | 4   | 6   |
| Noah Juulsen         | Défenseur     | 23 | 1  | 2  | 3   | 4   |
| Kerby Rychel         | Ailier gauche | 4  | 1  | 1  | 2   | 2   |
| Al Montoya           | Gardien       | 4  | 0  | 1  | 1   | 0   |
| Brandon Davidson     | Défenseur     | 13 | 0  | 1  | 1   | 9   |
| Michael McCarron     | Ailier droit  | 18 | 0  | 1  | 1   | 32  |
| Brett Lernout        | Défenseur     | 18 | 0  | 1  | 1   | 6   |
| Rinat Valiev         | Défenseur     | 2  | 0  | 0  | 0   | 2   |
| Mark Streit          | Défenseur     | 2  | 0  | 0  | 0   | 0   |
| Aleš Hemský          | Ailier droit  | 7  | 0  | 0  | 0   | 10  |
| Torrey Mitchell      | Centre        | 11 | 0  | 0  | 0   | 2   |
| Charlie Lindgren     | Gardien       | 14 | 0  | 0  | 0   | 2   |
| Antti Niemi          | Gardien       | 19 | 0  | 0  | 0   | 0   |
| Carey Price          | Gardien       | 49 | 0  | 0  | 0   | 0   |

| Nom              | PJ | V  | D  | Pr. | Min  | BC  | Moy  | %Arr | Bl |
| ---------------- | -- | -- | -- | --- | ---- | --- | ---- | ---- | -- |
| Carey Price      | 49 | 16 | 26 | 7   | 2855 | 148 | 3,11 | 90,0 | 1  |
| Antti Niemi      | 19 | 7  | 5  | 4   | 1026 | 42  | 2,46 | 92,9 | 1  |
| Charlie Lindgren | 14 | 4  | 8  | 2   | 833  | 42  | 3,03 | 90,8 | 2  |
| Al Montoya       | 4  | 2  | 1  | 0   | 223  | 14  | 3,77 | 86,3 | 0  |

## Repêchage
| No  | Tour | Nom            | Nationalité | Position       |
| --- | ---- | -------------- | ----------- | -------------- |
| 25  | 1er  | Ryan Poehling  | États-Unis  | Centre         |
| 56  | 2e   | Josh Brook     | Canada      | Défenseur      |
| 58  | 2e   | Joni Ikonen    | Finlande    | Centre         |
| 68  | 3e   | Scott Walford  | Canada      | Défenseur      |
| 87  | 3e   | Cale Fleury    | Canada      | Défenseur      |
| 149 | 5e   | Jarret Tyszka  | Canada      | Défenseur      |
| 199 | 7e   | Cayden Primeau | États-Unis  | Gardien de but |